# Sophie Wahnich
Sophie Wahnich és una historiadora francesa. És directora de recerca del Centre Nacional de la Recerca Científica (CNRS) i especialista de la Revolució francesa.

## Carrera professional
Agregada (1988) i doctora en història (1994), habilitada a dirigir recerques (2007), és directora de recerca del CNRS i directora de l'Institut Interdisciplinari d'Antropologia Contemporània. El seu treball abraça entre Revolució francesa i l'actualitat. La seva tesi es referia a la noció d'estranger en el discurs de la Revolució Francesa, i la seva habilitació es titulava Histoire des émotions et présents de l'histoire, une approche politique et anthropologique du sensible en politique.

## Col·laboracions
Sophie Wahnich també és una intel·lectual compromesa, sobretot en el món editorial. És membre del consell editorial de la revista política i cultural Vacarme i dirigeix una col·lecció dedicada a la història (L'histoire rejouée) a l'editorial independent Les Prairies ordinaires.
També participa en diversos col·lectius. Per exemple, pertanyia a l'oficina del Comité de vigilance face aux usages publics de l'histoire i el 2015 va participar en la creació de "consells d'urgència ciutadana".
També va denunciar una "privatització del coneixement", motiu pel qual va ser candidat del Partit Pirata al 12è districte dels Alts del Sena a les eleccions legislatives del 2012.
Ha cosignat articles en diversos mitjans de comunicació, inclosa una columna publicada el 2017 a Mediapart titulada "Faire gagner la gauche passe par le vote Mélenchon".
El 2019 Sophie Wahnich va participar en la Universitat d'Estiu de la Revolució Permanent (corrent comunista revolucionari del Nou Partit Anticapitalista), on va impartir una conferència titulada "1789 : Révolution bourgeoise ou révolution populaire ?".

## Obres publicades
- Sobre la Revolució Francesa:
  - Obres personals: 
    - L’Impossible Citoyen, l'étranger dans le discours de la Révolution française, Éditions Albin Michel (1997).
    - Lyon en Révolution, des objets qui racontent l'histoire, Lyon, EMCC, juin 2003.
    - La Liberté ou la mort — Essai sur la Terreur et le terrorisme, Éditions La Fabrique (2003).[12]
    - La Longue Patience du peuple, 1792, naissance de la République, Paris, Payot, 2008.
    - Les Émotions, la Révolution française et le présent : Exercices pratiques de conscience historique, Paris, CNRS Éditions, 2009.
    - La Révolution française, un événement de la raison sensible, Paris, Hachette, 2012.
    - L’intelligence politique de la Révolution française, Paris, Textuel, 2013.
    - La Révolution française n'est pas un mythe, Paris, Klincksieck, col·lecció «Critique de la politique», 2017.
    - Le Radeau démocratique. Chroniques des temps incertains, Paris, Éditions Lignes, 2017.

  - Direcció d'obres:
    - Gilles Sauron, Andrzej Turowski, Sophie Wahnich, ed, L'art et le discours face à la Révolution, Dijon, Éditions universitaires de Dijon, 1998
    - Histoire d'un trésor perdu, transmettre la Révolution française, Paris, Les Prairies ordinaires, 2013.

  - Publicació de textos:
    - Les Voix de la Révolution, projets pour la démocratie, avec Yannick Bosc, Notes et études documentaires, Paris, la Documentation française, 1990.
    - Pour le bonheur et pour la liberté, choix et présentation de discours de Robespierre, avec Florence Gauthier et Yannick Bosc, Paris, Éditions La Fabrique, 2000.
    - Préface pour Octobre 17, la Révolution trahie. Un retour critique sur la Révolution russe de Daniel Bensaïd, Paris, Éditions Lignes, 2017.
- Sobre qüestions polítiques contemporànies:
  - Martine Kaluszynski et Sophie Wahnich éd, L'Etat contre la politique ? Les expressions historiques de l'Etatisation, Actes des journées d'études sur l'Étatisation, Paris, L'Harmattan, collection « Logiques de la politique », 1998.
  - Les Musées d'histoire des guerres du XXe siècle, des lieux du politique ?, Paris, Kimé, 2001.
  - Fictions d'Europe, la guerre au musée en France, en Grande Bretagne et en Allemagne, Paris, Éditions des archives contemporaines, 2003
  - Lumières l'actualité d'un esprit, Contretemps, en collaboration avec Philippe Corcuff, Paris, Textuel, 2006.
  - Une histoire politique de l'amnistie, Paris, PUF, 2007 ISBN 9782130559030
  - Sophie Wahnich, Barbara Lasticova, Andrej Findor (eds), Politics of collective Memory, Cultural Patterns in Post War Europe, Wien, LIT, 2008 ISBN 9783825802264
  - Marie Cuillerai et Sophie Wahnich eds, Université, ramener la foi en l'impossible, l'Homme et la Société, Paris, Éditions L'Harmattan, 2011, ISBN 9782296552098
  - Sophie Wahnich dir, Culture et musée no 20, Réfléchir l'histoire des guerres au musée, Arles, Éditions Actes Sud, 2013, ISBN 9782330013417
  - Sophie Wahnich et Ratiba Hadj-Moussa dir, Mondes méditerranéens, l'émeute au cœur du politique, L'homme et la société, nos 187-188, Paris, Éditions L'Harmattan, 2013, ISBN 9782343015019